# 橘寺

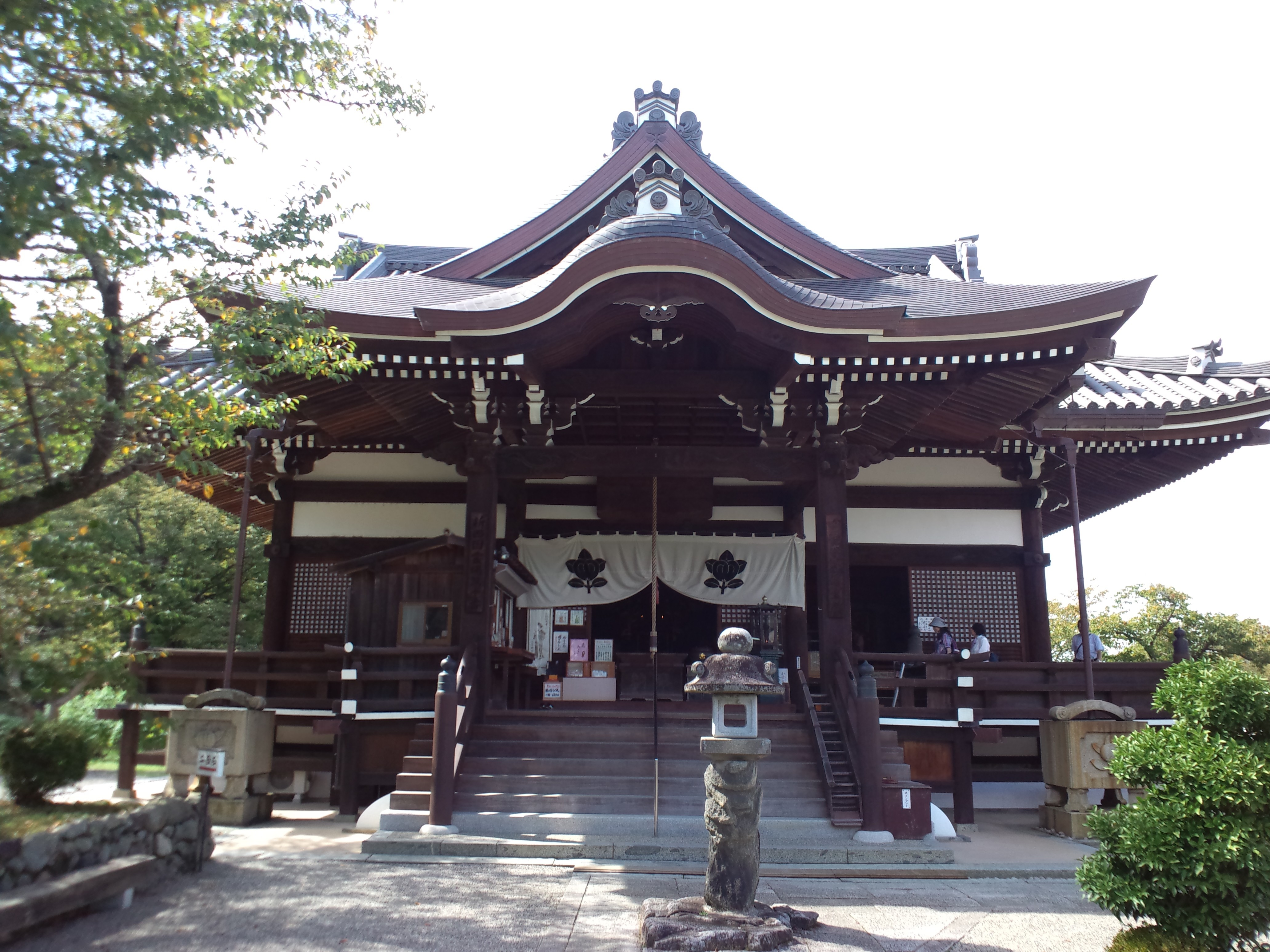
本堂

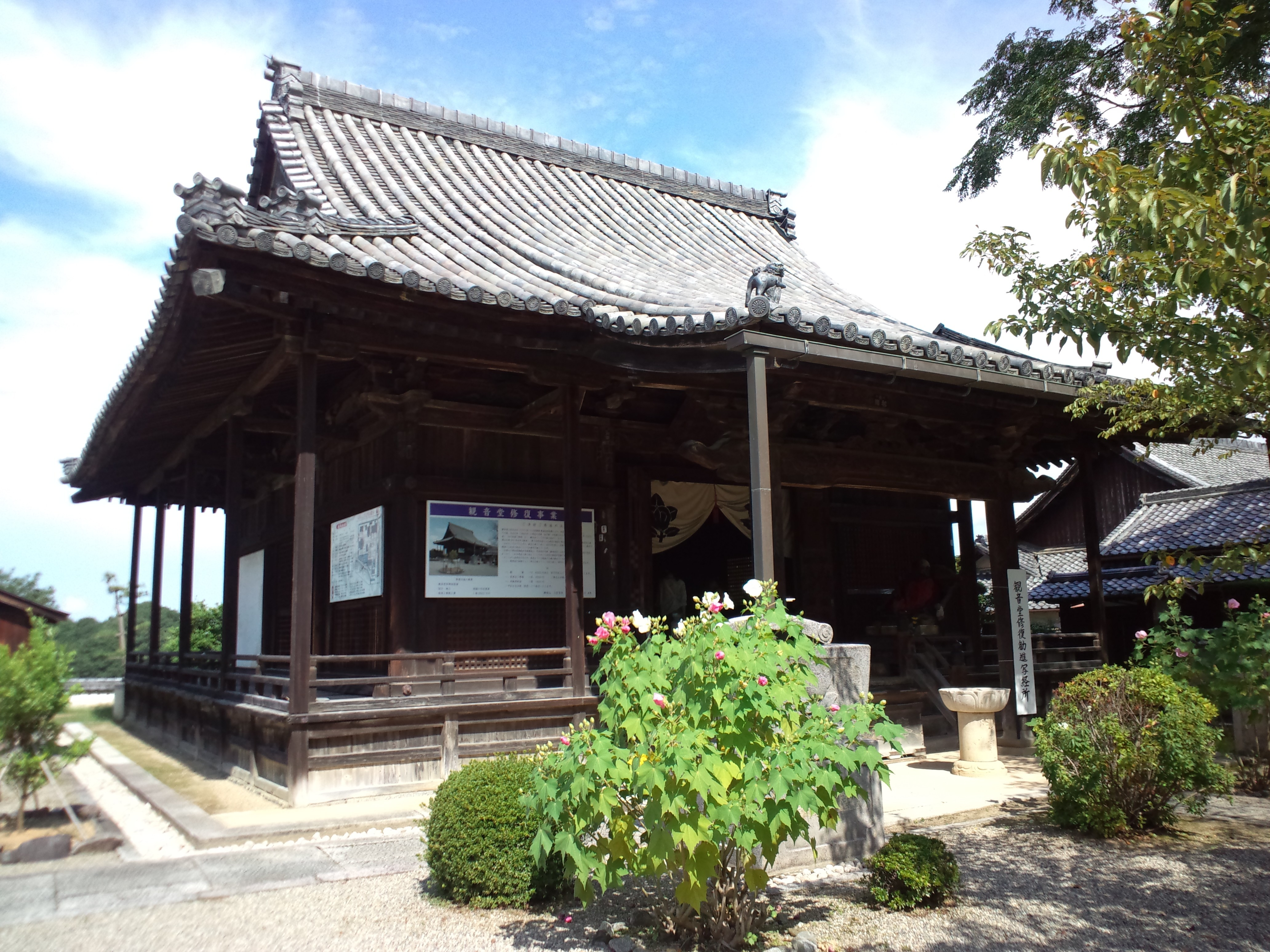
観音堂

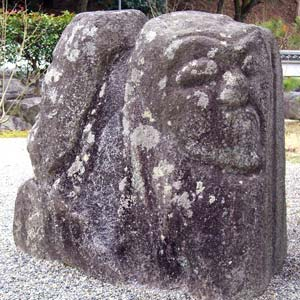
二面石

橘寺（たちばなでら）は、奈良県高市郡明日香村橘にある天台宗の寺院。山号は仏頭山。本尊は聖徳太子勝鬘経講讃像。正式には「仏頭山上宮皇院菩提寺」と称し、橘寺という名は垂仁天皇の命により不老不死の果物を取りに行った田道間守が持ち帰った橘の実を植えたことに由来する。観音堂は新西国三十三箇所第10番札所で本尊は如意輪観音である。

## 歴史
当寺がある地には欽明天皇の別宮・橘の宮があったが、聖徳太子はここで敏達天皇元年（572年）に用明天皇の子として生まれたとされている。
その後、推古天皇14年（606年）7月に天皇の命によって聖徳太子が橘の宮を寺に改めたといい、これが当寺の始まりであるとされている。また、当寺は聖徳太子建立七大寺の1つとされている。
しかし、史実としては当寺の創建年代は不明である。『日本書紀』天武天皇9年（680年）4月条に、「橘寺尼房失火、以焚十房」（橘寺の尼房で火災があり、十房を焼いた）とあるのが文献上の初見である。
考古学的には、当寺出土の古瓦のうち創建瓦とみられる複弁蓮華文軒丸瓦は7世紀第I四半期に位置付けられ、当寺の創建はこの頃とみられる。ただし、この時期の瓦の出土は少なく、本格的な造営が行われたのは7世紀半ば以降とみられる。当寺の北側には官寺の川原寺が位置するが、当寺出土瓦に川原寺創建瓦との同笵品がみられること、川原寺の伽藍中軸線が当寺北門の中軸線と一致することなどから、僧寺（男僧の寺）である川原寺に対する尼寺として当寺が建立されたとする説もある（前述の『書紀』の「尼房」という記載から、当時の橘寺は尼寺であったことがわかる）。
発掘調査の結果、当初の建物は東を正面として中門、塔、金堂、講堂が東西に一直線に並ぶ、四天王寺式または山田寺式の伽藍配置だったことが判明している。発掘調査により講堂跡の手前に石列が検出されたことから回廊が金堂と講堂の間で閉じていた（講堂は回廊外に所在した）可能性があり、その場合は山田寺式伽藍配置となる。ただし、検出された石列の長さが短いことと、石列と講堂跡とが接近していることから講堂の手前を回廊が通っていたか否かは明確ではない。
8世紀には66もの堂宇が並び立ち、皇族・貴族の庇護を受けて栄えた当寺であったが、平安時代後期の久安4年（1148年）に五重塔が落雷により焼失する。しかし、文治年間（1185年 - 1189年）には三重塔として再建された。
室町時代後期の永正3年（1506年）に室町幕府の重鎮細川政元の家臣赤沢朝経による多武峰妙楽寺（現・談山神社）攻めの際に当寺の僧が赤沢軍に与したため、多武峰の衆徒によって全山焼き討ちされてしまい以降衰退していった。
それでも聖徳太子ゆかりの寺としての寺基は保ち続け、元治元年（1864年）から約30年かかって本堂として太子堂が再建された。

## 境内
- 本堂（太子堂） - 元治元年（1864年）から約30年かかって再建[2]。本尊として聖徳太子坐像が安置されている。
- 二面石 - 境内にある高さ約1mほどの飛鳥時代の石造物で、左右に善相と悪相が彫られており、人の心の二面性を表現しているという。
- 方丈池
- 蓮華塚
- 経堂
- 西門
- 護摩堂
- 親鸞聖人像 - 親鸞は聖徳太子を大変慕っていた。そのゆかりで当像が建てられた。
- 観音堂 - 新西国三十三箇所第10番札所で如意輪観音を祀る。
- 三光石 - 聖徳太子が勝鬘経を講讃した際、日、月、星の光を放ったという。
- 阿字池 - 梵字の「ア」を形どって聖徳太子が作ったという。
- 本坊
  - 庫裏
  - 表門
- 土蔵
- 五重塔跡 - 落雷で焼失。塔心礎（心柱の礎石）が残り、僅かに往時を偲ばせる。心礎の柱孔は円柱の周囲三方に添柱を付した珍しい形のものである。
- 鐘楼
- 往生院 - 1997年（平成9年）再建。天井画260点は奉納されたものである[2]。
- 聖倉殿 - 収蔵庫。 1997年（平成9年）再建[2]。
- 東門 - 当寺の正門である。

## 文化財

### 重要文化財
- 木造日羅立像 - 奈良国立博物館寄託。

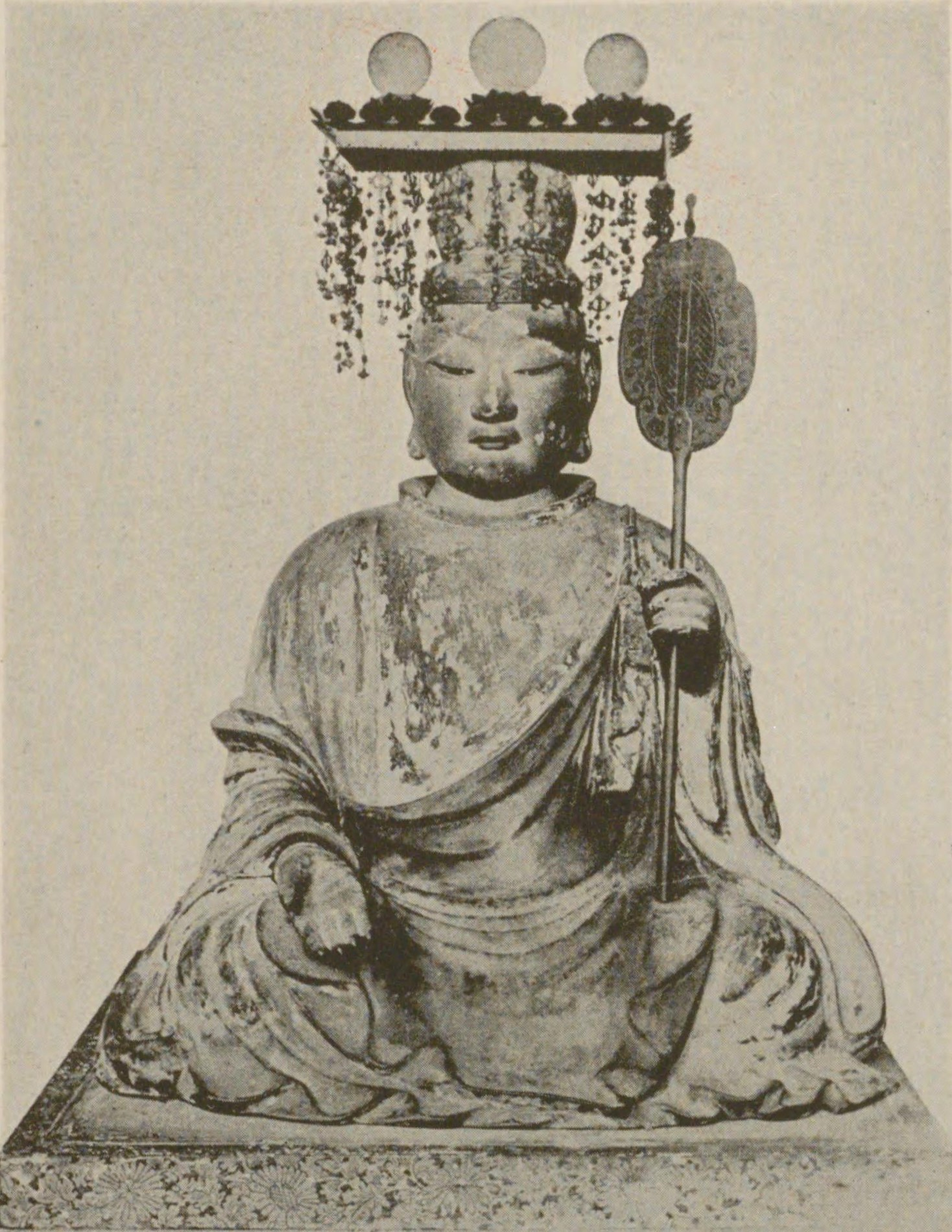
木造聖徳太子坐像

- 木造聖徳太子坐像 - 聖徳太子35歳の像。室町時代の永正12年（1515年）、椿井舜慶作。
- 木造如意輪観音坐像
- 木造地蔵菩薩立像
- 絹本著色太子絵伝 8幅
- 鼉太鼓縁[6]
- 石燈籠

### 国指定史跡
- 橘寺境内 - 現境内と南側の仏頭山を含んで指定。

### 奈良県指定有形文化財
- 絹本著色仏涅槃図

## 前後の札所
新西国三十三箇所
9 飛鳥寺　-　10 橘寺　-　11 當麻寺
聖徳太子霊跡
7 世尊寺　-　8 橘寺　-　9 定林寺

## 拝観案内
- 拝観時間 9時 - 17時

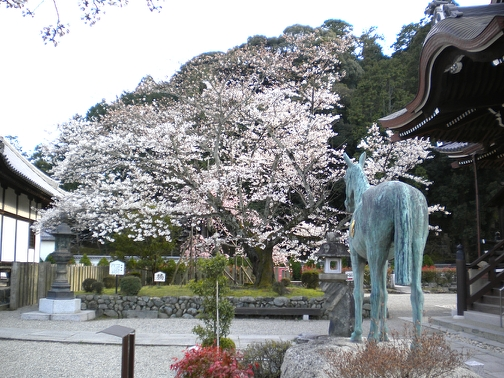
蓮華塚の桜

- 拝観料 大人・大学生 400円 高校生・中学生 300円 小学生 200円
- 聖倉殿（収蔵庫）の公開は春・秋の特定期間のみ。

## 所在地
- 奈良県高市郡明日香村橘532

## アクセス
- 近鉄吉野線 飛鳥駅よりバス、「川原」下車、約12分。
- 近鉄橿原線・南大阪線・吉野線 橿原神宮前駅よりバス、「川原」下車、約30分。